# Bourbon Street

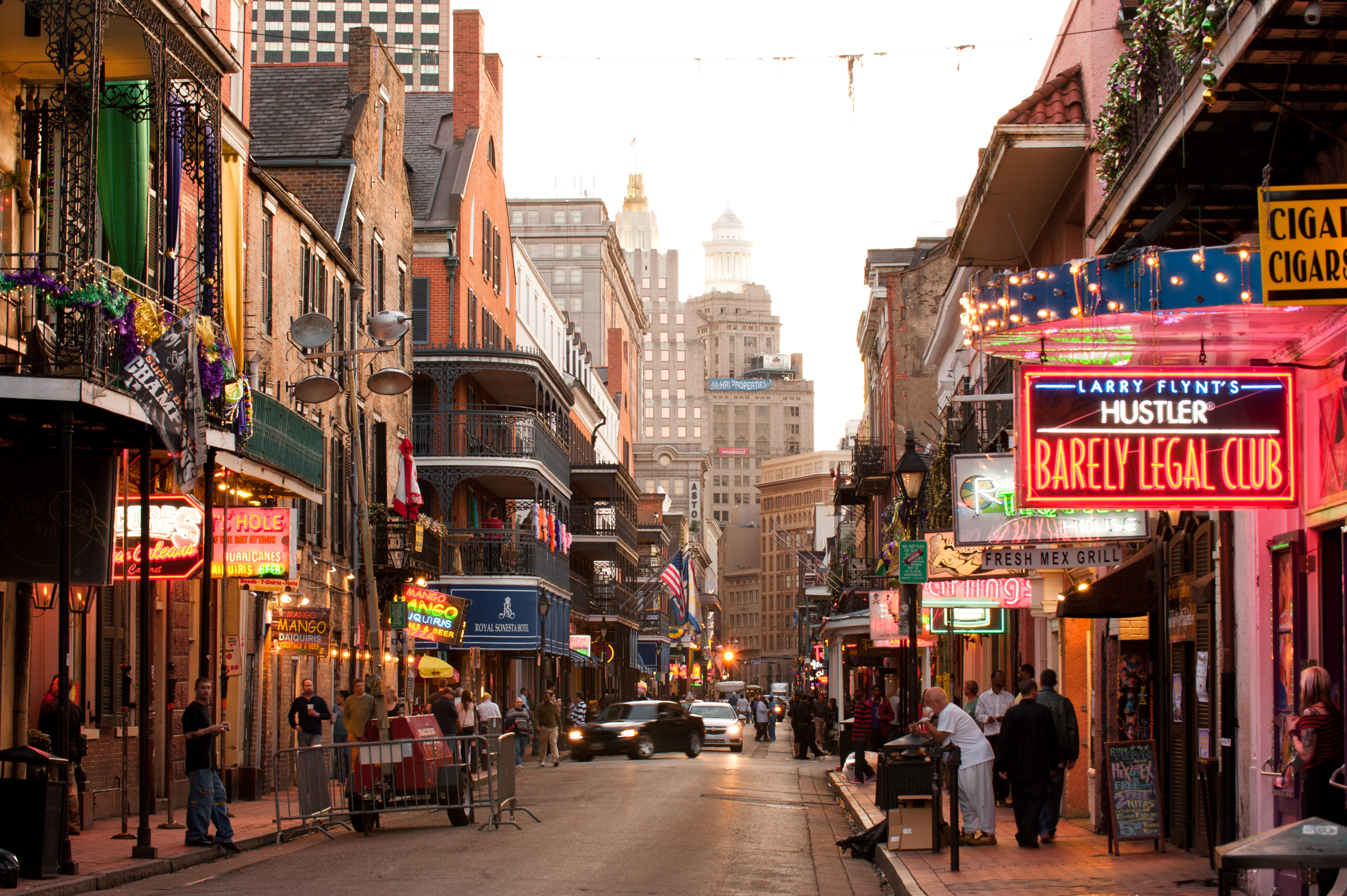
Bourbon Street verso il Central Business District

Bourbon Street si trova nel cuore dell'antico Quartiere francese a New Orleans In Louisiana. Si sviluppa su 13 isolati da Canal Street all'Esplanade Avenue. Mentre è ormai nota principalmente per i suoi bar e strip club, la storia di Bourbon Street offre un ricco sguardo nel passato di New Orleans.

## Storia
La Francia dichiarò la Louisiana una sua colonia negli anni 1690. Jean-Baptiste Le Moyne de Bienville fu nominato Direttore generale con l'incarico di sviluppare la colonia nel territorio. Fondò New Orleans nel 1718 e, nel 1721, l'ingegnere reale Adrien de Pauger disegnò la pianta delle strade cittadine. Nel denominare le strade fece riferimento ad alcune dinastie reali del suo paese e a nomi di santi cattolici. Bourbon Street fu così chiamata in omaggio alla casata dei Borboni.
In seguito, New Orleans passò agli spagnoli nel 1763 a seguito della guerra dei sette anni. Nel 1788 un grande incendio distrusse l'80% degli edifici della città. Gli spagnoli ricostruirono parte degli edifici distrutti, esistenti ancora oggi. Per questa ragione, Bourbon Street e il Quartiere francese mostrano oggi più costruzioni in stile spagnolo che in stile francese.
L'America acquisì il controllo della colonia nel 1803, a seguito dell'atto Louisiana Purchase, à seguito fel quale la toponomastica locale fu tradotta in lingua inglese dal francese e dallo spagnolo, motivo per cui l nome della strada divenne Bourbon Street.
Nel XIX secolo, New Orleans era sia simile sia diversa rispetto alle altre città del sud. Era simile in quanto la sua economia era basata sulla vendita di colture come lo zucchero e il tabacco. Nel 1840, i nuovi arrivati, la cui ricchezza proveniva da queste industrie, trasformarono New Orleans nella terza più grande metropoli del paese.
La principale differenza tra New Orleans e le altre città del sud era costituita dal suo unico patrimonio culturale, dovuto al fatto di essere stata una ex colonia francese e spagnola. Questa eredità culturale, nella forma della sua architettura, della sua cucina e delle sue tradizioni, ha esercitato un forte richiamo turistico che si è prestato a essere sfruttato economicamente.
Il Quartiere francese fu al centro di questa immagine e divenne la sezione più nota della città per i turisti. Divenne rapidamente un centro della cultura creola, cercando di evitare una eccessiva americanizzazione. I nuovi arrivati criticarono la percepita predilezione dei creoli per i facili costumi.
Questa percezione fu combattuta dai funzionari della città, ma persistette in quanto molti turisti si recavano a New Orleans proprio per bere, giocare e avere incontri sessuali nei tanti bordelli della città, a partire dal 1880.
Nonostante ciò, Bourbon Street fu una delle più rinomate aree residenziali prima del 1900. La situazione cambiò alla fine dell'Ottocento e agli inizi del Novecento, quando sulla Basin Street fu costruito il quartiere a luci rosse di Storyville, adiacente al quartiere francese. L'area divenne nota per la prostituzione, il gioco d'azzardo e il vaudeville. Si dice che il jazz abbia guadagnato importanza qui, con artisti come King Oliver e Jelly Roll Morton che suonavano nei bordelli.
Questa fu anche l'epoca in cui furono fondati alcuni dei più fafamosi ristoranti di New Orleans, tra cui Galatoire, che si trova al 209 di Bourbon Street. Era  fondato da Jean Galatoire nel 1905. Conosciuto da anni per la sua linea caratteristica che si snoda lungo Bourbon Street, il cliente poteva aspettare anche ore per ottenere un tavolo, soprattutto il venerdì.
Prima della seconda guerra mondiale, il quartiere francese stava emergendo come una risorsa importante per l'economia della città. Mentre c'era un interesse sui quartieri storici emergenti in quel momento, e gli urbanisti avvertivano una spinta a modernizzare la città, allo stesso tempo, i proprietari di immobili presenti nel quartiere francese approfittarono dell'afflusso di gente avvenuto in tempo di guerra, aprendo night club per adulti che capitalizzassero l'immagini osé della città. Ciò portò Bourbon Street a diventare la nuova Storyville in termini di reputazione.
Negli anni 1940 e 1950, i night club fiancheggiavano l'intera Bourbon Street. Più di cinquanta differenti spettacoli di striptease e danze esotiche avevano luogo tutte le sere nei locali notturni disposti lungo la strada.
Negli anni 1960 si verificò un cambiamento dovuto al procuratore distrettuale Jim Garrison che fece ripulire Bourbon Street. Nel mese di agosto del 1962, due mesi dopo essere stato eletto procuratore distrettuale, Garrison ha iniziato le incursioni sui locali per adulti di Bourbon Street. I suoi sforzi rispecchiavano quelli messi in atto dai suoi predecessori in gran parte senza successo. La sua azione ebbe molto più successo di quelle condotte prima di lui. Obbligò la chiusura di una dozzina di locali notturni colpevoli di prostituzione e vendita di alcol troppo costoso. Seguendo i suoi sforzi, Bourbon Street si popolò di peep show e chioschi per la vendita di birra sui marciapiedi.
Quando nel 1970 venne eletto il sindaco Moon Landrieu, egli indirizzò i suoi sforzi alla promozione del turismo. Trasformò pertanto Bourbon Street in un'isola pedonale ancora oggi esistente.
Gli anni 1980 e 1990 furono caratterizzati da una disneyficazione di Bourbon Street. I critici della rapida proliferazione di negozi di souvenir e iniziative aziendali sostengono che Bourbon Street era diventata una Disneyland creola. Essi sostengono anche che l'autenticità di Bourbon Street è andata persa in questo processo.

## Impatto dell'uragano Katrina
Data la sua posizione elevata, nel quartiere francese, rispetto al resto della città, la strada rimase per lo più intatta dopo il passaggio dell'uragano Katrina nel 2005. Alla ristrutturazione della grande attrazione turistica, Bourbon Street, fu data la massima priorità dopo la tempesta. Nonostante questi sforzi, New Orleans stava ancora vivendo un calo di visitatori. Infatti, mentre nell'anno prima di Katrina, il 2004, si erano avuti 10,1 milioni di visitatori, l'anno successivo all'uragano se ne contarono soltanto 3,7 milioni.
Per richiamare i turisti in città,  furono pertanto intraprese nuove iniziative, da parte della New Orleans Tourism Marketing Corporation, in una campagna che poteva vantare volti conosciuti, come il cuoco Emeril Lagasse e l'attrice Patricia Clarkson, attraverso l'adozione dello slogan "Vieni, innamorati di nuovo della Louisiana". Attirare turisti era vitale, visto che un terzo del bilancio operativo della città, 6 miliardi di dollari, proveniva dal settore turistico. Gli amministratori vedevano l'afflusso turistico come elemento vitale per la ripresa economica della città.
La maggiore remora che gravava sui turisti erano i messaggi contrastanti sul livello di recupero della città. Le campagne pubblicitarie trasmettevano l'impressione di una città rifiorita, ma, allo stesso tempo, New Orleans chiedeva di aumentare l'assistenza federale e l'apporto di personale della Guardia Nazionale per combattere le ondate di criminalità.
L'industria del turismo tornò a sorridere nel 2006, quando il Mardi Gras si svolse senza intoppi. In auesto periodo riaprirono i più famosi ristoranti di Bourbon Street, come il Galatoire. La ricostruzione e la riapertura dei locali diede nuovo impulso al turismo e nel 2009 si contarono 7,9 milioni di turisti.